# Ђамана (Алба)
Ђамана (рум. Geamăna) насеље је у Румунији у округу Алба у општини Лупша. Oпштина се налази на надморској висини од 681 m.

## Становништво
Према подацима из 2002. године у насељу је живело 1 становника.